# Шатийон-сюр-Уаз
Шатийо́н-сюр-Уа́з (фр. Châtillon-sur-Oise) — коммуна во Франции, находится в регионе Пикардия. Департамент коммуны — Эна. Входит в состав кантона Рибмон. Округ коммуны — Сен-Кантен.
Код INSEE коммуны — 02170.

## Население
Население коммуны на 2010 год составляло 129 человек.
| 1962 | 1968 | 1975 | 1982 | 1990 | 1999 | 2010 |
| ---- | ---- | ---- | ---- | ---- | ---- | ---- |
| 178  | 181  | 119  | 121  | 139  | 128  | 129  |

## Экономика
В 2010 году среди 89 человек трудоспособного возраста (15—64 лет) 62 были экономически активными, 27 — неактивными (показатель активности — 69,7 %, в 1999 году было 71,6 %). Из 62 активных жителей работали 53 человека (32 мужчины и 21 женщина), безработных было 9 (4 мужчины и 5 женщин). Среди 27 неактивных 4 человека были учениками или студентами, 11 — пенсионерами, 12 были неактивными по другим причинам.